# 人格暗殺
人格暗殺（英語：character assassination），亦作人格謀殺，是一種企圖破壞某個人的名譽或信用等人格价值層面事物的社會污名行為。它可能涉及誇大、扭曲事實和不真實的描繪目標對象的現況。這是誹謗的一種形式，並可以構成人身攻擊的論據。對一個人的人格暗殺常常出現在政治領域，但任何人都有可能遭到人格暗殺。像例如一些人認為中共反對法輪功的手段包括了對法輪功創始人李洪志與其他相關人士的人格謀殺。
對於被人格暗殺所針對的在生者，結果可能會令他被社群、家庭或其他生活或工作環境所排擠。這些後果，往往會對其人生造成不可逆轉的傷害，影響他的一生，甚或對於歷史名人來說，到他死後數世紀仍存在。
在實踐中，人格暗殺常常涉及雙言巧語、散佈謠言、影射或蓄意誤導等欺騙性的手段，主題涉及主體的道德、誠信和聲譽。它可能涉及編造信息，把嚴格意義上真實的訊息以誤導的手法提出，或將一些訊息在沒有必要的情況下提出。例如，攻擊者可以說，目標人物在某一年沒有繳付任何所得稅，但事實上有關人士並未有拖欠稅款，因為實際上該人在當年並無收入；或者攻擊者可能將目標人物的私生活給挖出來討論，即使目標人物的私生活和目標人物所批判的議題無關也一樣。

## 人格謀殺的基礎
人格謀殺必然是一種蓄意的行為，這種行為被用以傷害一個人在他人眼中的聲望，如果一個人的聲望被意外地傷害，像是被不經大腦的言論給傷害，那這不算是人格謀殺；另外由於人格謀殺牽涉到聲望，因此人格謀殺必然也是公開的行為。在私底下侮辱他人不算是人格謀殺。
所有的人格謀殺行為都無可避免地會牽涉到五個事物：攻擊者、目標、媒體、聽眾和情境，其中最後一項可以指稱發生攻擊行為的政治系統、文化環境、科技程度、或任何其他形塑和決定人格謀殺的因素。許多的人格謀殺發生於選舉或打壓政治異議人士之類的政治場合，然而，其他領域的重要人物，像是宗教領袖、科學家、運動員、電影明星、網路紅人，甚至一般職場、學校或一個人的親友圈內受歡迎的人物等，也都可能成為人格謀殺的目標，一個例子是MeToo運動中日本的代表人物伊藤詩織，在出面控訴自己遭下藥性侵後，受到了許多來自日本民眾的匿名謾罵、人身攻擊和恐嚇，甚至還受到漫畫家以漫畫內容進行誹謗。；另外，人格謀殺似乎是近乎普世的跨文化現象，在各個歷史階段，許多國家和許多社會都曾經發生過類似的事件。

## 對人格謀殺的研究
伊柯斯（Icks）和施羅也夫（Shiraev）在2014年提出了數種政治科學模型，以圖從攻擊者的角度來解釋人格謀殺。他們認為說攻擊者的動機常常基於在心理上摧毀目標人物、減少目標人物的公眾支持或在政治競爭中成功的機會的意圖。像例如說在選舉時，攻擊行為常用以影響中間選民、在中間選民的心中製造不確定性，或者阻止支持者跑票，因此，這些攻擊是一種操縱選民趨向想要結果的有效方法，這些攻擊也方便攻擊者引導一些選民從本來某候選人的支持者變成「不確定」或「未表態」的中間選民。
基本上，對一個人的形象、聲望或品牌的攻擊，取決於相關聽眾的感覺。動機推理（motivated reasoning）方面的研究顯示，人們對於什麼是「可信的」資訊，有著高度的篩選行為，他們傾向接受那些和既有的態度、期望或行為相契合的資訊，像例如候選人的選舉紀錄。「混合」處理模型認為投票者透過下列兩種方式來建構他們對候選人的印象及回應人格謀殺：更新或將就，焦慮或者緊張與不確定的情緒狀態，可以對受眾的態度轉變造成影響。
人格謀殺和形象研究也息息相關，當組織和領袖發現他們身處危機時，他們更容易受到質疑他們地位合法性或社會責任的放大檢視和批判等手段的攻擊，他們的聲望會受到公眾意見的評判，而公眾意見基於各種社會常規的綜合，這些社會常規包括了道德、社會和政治的價值，以及文化和宗教的信仰等，對於一個人物的接受或拒絕，視其合於角色的既定形象的程度而定。在政治和組織等情境中，情境危機溝通理論（Situational Crisis Communication Theory，縮寫為SCCT）尤其適用，這個理論認為，對聲望的威脅取決於公眾是否認為組織導致了危機、組織的危機史，以及組織先前的民望（也就是在投票者、利害關係人等人之間的聲望）等因素。

## 人格謀殺的特徵
人格謀殺可由多種不同的準則來分類，在考慮攻擊者和目標人物雙方的能力時，人格謀殺可分成水平式和垂直式兩種，水平式人格謀殺指的是攻擊者和目標人物所擁有的權力和資源大致對等的情境；垂直式人格謀殺指的是攻擊者和目標人物所擁有的權力和資源高度不對等的情境。水平式人格謀殺的例子有一個總統候選人對另一個總統候選人的抹黑；垂直式人格謀殺的例子有極權政府對政治反對者的抹黑。
若以人格謀殺發生的時間來分類，人格謀殺可分成生前和死後兩種，其判別取決於人格謀殺的目標人物是否在世而定。死後人格謀殺常用以讓人對人格謀殺目標人物的行為目的和意識形態等產生質疑，像例如說史達林、雷根和甘地等人的傳記，就常被人放大檢視，以讓人質疑他們真正的目的。
在政治活動中，立即或順便進行的人格謀殺經常發生，這類的人格謀殺常常有機會主義的性質；在另一方面，緩慢進行的人格謀殺常常基於將目標人物給完全摧毀的長遠期望，像例如說自從1960年代開始，俄國知名作家兼政治異議人士索忍尼辛就常受到「猶太人、叛徒、納粹合作者、監獄裡愛打小報告的罪犯、拿了經費的外國情治人員」等的指控。

## 與人格謀殺有關的人格特質
每個人都有可能使用人格謀殺的手段來打擊對手，但具有特定人格特質的人，更常使用人格謀殺的手段攻擊他人。

### 自戀狂
根據湯瑪士（Thomas）的說法，自戀狂或其信眾常使用人格謀殺的手段攻擊一些人、讓第三方對目標人物產生一種極為負面或不快的形象，藉此影響他人的形象或聲望。他們的攻擊行為通常牽涉對事實蓄意的誇大或操縱、散播謠言和蓄意製造的不實消息，以製造被攻擊者的不實形象，或使用不合理且過度的批評攻擊對方。

### 精神病態者
《衣冠楚楚的蛇：進入職場的精神病態者》（Snakes in Suits: When Psychopaths Go to Work）這書的作者發展出一個五階段模型以描述說職場上的精神病態者是如何取得和維持權力的，在第四階段（衝突階段）當中，精神病態者會使用人格謀殺來保護自己的目的。

## 政治上
政治上，人格謀殺通常是「抹黑策略」的一部分，其中涉及了旨在摧毀一個人或團體的名聲和信用的一種有意且預謀的行為。這行為的一個目的是要阻礙或削弱目標人物的支持基礎；另一個目的則是要逼迫目標人物浪費時間、精力和資源在回應這樣的不實指控之上。
人格謀殺亦可為一種負面競選（negative campaigning），對手研究（Opposition research）是蒐集某人資料以使其飽受質疑的行為。抹黑是對虛假或扭曲訊息的運用，而散播醜聞可用虛假或誇大的方式，將一個人與負面的事件給連結起來。
抹黑經常包括使用難以證實的謠言、扭曲或半真半假的訊息，或甚至是謊言對他人進行人身攻擊，而抹黑的內容經常藉由八卦雜誌和網站等媒體傳播。即使隱藏在抹黑和宣傳背後的真相已被證實缺乏適當的基礎，抹黑常常依舊是有效的，因為即使真相大白，目標人物的聲望往往也已受損。抹黑也是將注意力從議題轉移開來的做法，因為受抹黑攻擊的目標人物常常需要浪費時間、精力和資源來澄清這些指控的內容，而不是對議題本身進行回應之上，也就是所謂的「造謠一張嘴，闢謠跑斷腿」。
常見的負面競選技巧包括了將對手描述成對罪犯軟弱、不誠實、腐敗或對國家造成危險的人物等作法，而其中一個伎倆就是攻擊對手使用負面競選。負面競選是嘗試藉由指稱對手或反對的議題的黑暗面，而非強調自身或支持的議題的光明面以取得優勢的嘗試。
指控對手搞人格謀殺是可以帶來政治利益的，一個例子是在克拉倫斯·托馬斯最高法院提名（英語：Clarence Thomas Supreme Court nomination）的事件中，支持者聲稱克拉倫斯·托馬斯（Clarence Thomas）和阿尼塔·希爾（Anita Hill）是人格謀殺的受害者。

### 極權國家對人格謀殺的運用
由個人執行的人格謀殺，其影響和由國家執行的人格謀殺，不在同一個檔次。受國家資助且受到政治宣傳和文化機制影響的破壞聲譽的行為，會造成更加嚴重的後果，一個社會服從政府、以有罪不罰等作法放鬆對包括屠殺在內的侵犯人權罪行的批判的最早跡象之一，就是政府偏好或直接鼓勵人們製造摧毀反對派人士的尊嚴和聲望的宣傳，且公眾毫無疑問地接納這樣的指控。
政府摧毀反對派人士聲望的作為，是政府以暴力將這些人消滅的序幕。一般而言，受害者被政府官方非人化，發生於將受害者從物理上消滅之前。